# Eva Santidrián
Eva Santidrián Ruiz (Burgos, 25 de enero de 2000) es una deportista española que compite en atletismo. Ganó una medalla de oro en los Relevos Mundiales 2025, en la prueba de 4 × 400 m.

## Trayectoria deportiva
Ganó el Campeonato de España de 2022 y el de 2023, en las pruebas de 400 m y 4 x 400 m. Fue bronce en la prueba de 400 m y plata en la de 4 x 400 en la edición de 2025.
Durante los Relevos Mundiales 2024 consiguió batir el récord de España de 4 × 400 m junto con Carmen Avilés, Berta Segura y Blanca Hervás. El anterior récord, uno de los más antiguos de España, databa de 1991. El mismo equipo volvió a batir su propio récord poco después en el Campeonato de Europa, donde terminaron en séptima posición. También tomó parte por primera vez en los Juegos Olímpicos junto a sus compañeras del 4 × 400 m, sin lograr alcanzar la final.
En el Campeonato de Europa en Pista Cubierta de 2025, tras haber alcanzado las semifinales de la prueba individual de 400 m, consiguió la cuarta plaza y un nuevo récord de España short track con el 4 × 400 m, batiendo el récord anterior, que databa de 1991, en más de seis segundos.
En los Relevos Mundiales 2025 consiguió la medalla de oro en el relevo 4 × 400 m (junto con Paula Sevilla, Daniela Fra y Blanca Hervás), superando a los equipos de Estados Unidos y Sudáfrica con un tiempo de 3:24,13 (plusmarca de España).

## Palmarés internacional
| Relevos Mundiales | Relevos Mundiales | Relevos Mundiales | Relevos Mundiales |
| Año               | Lugar             | Medalla           | Prueba            |
| ----------------- | ----------------- | ----------------- | ----------------- |
| 2025              | Cantón (China)    | Medalla de oro    | 4 × 400 m         |

## Competiciones internacionales
| Representando a España \| Año \| Competición \| Sede \| Puesto \| Prueba \| Marca \| \| ---- \| -------------------------------------- \| --------- \| ---------------- \| --------------- \| ------------- \| \| 2016 \| Campeonato de Europa Juvenil \| Tiflis \| 6.º \| 400 m \| 56.08 \| \| 2021 \| Campeonato de Europa Sub-23 \| Tallin \| Medalla de plata \| 4 × 100 m \| 43.74 \| \| 2022 \| Campeonato Iberoamericano \| La Nucía \| Medalla de oro \| 4 × 400 m \| 3:31.72 \| \| 2022 \| Campeonato del Mundo \| Eugene \| 13.º (s.) \| 4 × 400 m \| 3:32.82 \| \| 2022 \| Campeonato del Mundo \| Eugene \| 11.º (s.) \| 4 × 400 m mixto \| 3:16.14 \| \| 2022 \| Juegos Mediterráneos \| Orán \| 5.º \| 200 m \| 23.33 \| \| 2022 \| Campeonato de Europa \| Múnich \| 8.º \| 4 × 400 m \| 3:29.70 \| \| 2023 \| Campeonato del Mundo \| Budapest \| 15.º (s.) \| 4 × 400 m \| 3:31.91 \| \| 2024 \| Relevos Mundiales \| Nasáu \| 10.º (r.) \| 4 × 400 m \| 3:27.30 \| \| 2024 \| Campeonato del Mundo en pista cubierta \| Glasgow \| 16.º (s.) \| 400 m \| 53.07 \| \| 2024 \| Campeonato de Europa \| Múnich \| 7.ª \| 4 × 400 m \| 3:26.94 [n 1] \| \| 2024 \| Juegos Olímpicos \| París \| 12.ª (sf.) \| 4 × 400 m \| 3:28.29 \| \| 2025 \| Campeonato de Europa en Pista Cubierta \| Apeldoorn \| 10.º (sf.) \| 400 m \| 52.82 \| \| 2025 \| Campeonato de Europa en Pista Cubierta \| Apeldoorn \| 4.ª \| 4 × 400 m \| 3:25.68 \| \| 2025 \| Relevos Mundiales \| Cantón \| Medalla de oro \| 4 × 400 m \| 3:24.13 \| | Representando a España \| Año \| Competición \| Sede \| Puesto \| Prueba \| Marca \| \| ---- \| -------------------------------------- \| --------- \| ---------------- \| --------------- \| ------------- \| \| 2016 \| Campeonato de Europa Juvenil \| Tiflis \| 6.º \| 400 m \| 56.08 \| \| 2021 \| Campeonato de Europa Sub-23 \| Tallin \| Medalla de plata \| 4 × 100 m \| 43.74 \| \| 2022 \| Campeonato Iberoamericano \| La Nucía \| Medalla de oro \| 4 × 400 m \| 3:31.72 \| \| 2022 \| Campeonato del Mundo \| Eugene \| 13.º (s.) \| 4 × 400 m \| 3:32.82 \| \| 2022 \| Campeonato del Mundo \| Eugene \| 11.º (s.) \| 4 × 400 m mixto \| 3:16.14 \| \| 2022 \| Juegos Mediterráneos \| Orán \| 5.º \| 200 m \| 23.33 \| \| 2022 \| Campeonato de Europa \| Múnich \| 8.º \| 4 × 400 m \| 3:29.70 \| \| 2023 \| Campeonato del Mundo \| Budapest \| 15.º (s.) \| 4 × 400 m \| 3:31.91 \| \| 2024 \| Relevos Mundiales \| Nasáu \| 10.º (r.) \| 4 × 400 m \| 3:27.30 \| \| 2024 \| Campeonato del Mundo en pista cubierta \| Glasgow \| 16.º (s.) \| 400 m \| 53.07 \| \| 2024 \| Campeonato de Europa \| Múnich \| 7.ª \| 4 × 400 m \| 3:26.94 [n 1] \| \| 2024 \| Juegos Olímpicos \| París \| 12.ª (sf.) \| 4 × 400 m \| 3:28.29 \| \| 2025 \| Campeonato de Europa en Pista Cubierta \| Apeldoorn \| 10.º (sf.) \| 400 m \| 52.82 \| \| 2025 \| Campeonato de Europa en Pista Cubierta \| Apeldoorn \| 4.ª \| 4 × 400 m \| 3:25.68 \| \| 2025 \| Relevos Mundiales \| Cantón \| Medalla de oro \| 4 × 400 m \| 3:24.13 \| | Representando a España \| Año \| Competición \| Sede \| Puesto \| Prueba \| Marca \| \| ---- \| -------------------------------------- \| --------- \| ---------------- \| --------------- \| ------------- \| \| 2016 \| Campeonato de Europa Juvenil \| Tiflis \| 6.º \| 400 m \| 56.08 \| \| 2021 \| Campeonato de Europa Sub-23 \| Tallin \| Medalla de plata \| 4 × 100 m \| 43.74 \| \| 2022 \| Campeonato Iberoamericano \| La Nucía \| Medalla de oro \| 4 × 400 m \| 3:31.72 \| \| 2022 \| Campeonato del Mundo \| Eugene \| 13.º (s.) \| 4 × 400 m \| 3:32.82 \| \| 2022 \| Campeonato del Mundo \| Eugene \| 11.º (s.) \| 4 × 400 m mixto \| 3:16.14 \| \| 2022 \| Juegos Mediterráneos \| Orán \| 5.º \| 200 m \| 23.33 \| \| 2022 \| Campeonato de Europa \| Múnich \| 8.º \| 4 × 400 m \| 3:29.70 \| \| 2023 \| Campeonato del Mundo \| Budapest \| 15.º (s.) \| 4 × 400 m \| 3:31.91 \| \| 2024 \| Relevos Mundiales \| Nasáu \| 10.º (r.) \| 4 × 400 m \| 3:27.30 \| \| 2024 \| Campeonato del Mundo en pista cubierta \| Glasgow \| 16.º (s.) \| 400 m \| 53.07 \| \| 2024 \| Campeonato de Europa \| Múnich \| 7.ª \| 4 × 400 m \| 3:26.94 [n 1] \| \| 2024 \| Juegos Olímpicos \| París \| 12.ª (sf.) \| 4 × 400 m \| 3:28.29 \| \| 2025 \| Campeonato de Europa en Pista Cubierta \| Apeldoorn \| 10.º (sf.) \| 400 m \| 52.82 \| \| 2025 \| Campeonato de Europa en Pista Cubierta \| Apeldoorn \| 4.ª \| 4 × 400 m \| 3:25.68 \| \| 2025 \| Relevos Mundiales \| Cantón \| Medalla de oro \| 4 × 400 m \| 3:24.13 \| | Representando a España \| Año \| Competición \| Sede \| Puesto \| Prueba \| Marca \| \| ---- \| -------------------------------------- \| --------- \| ---------------- \| --------------- \| ------------- \| \| 2016 \| Campeonato de Europa Juvenil \| Tiflis \| 6.º \| 400 m \| 56.08 \| \| 2021 \| Campeonato de Europa Sub-23 \| Tallin \| Medalla de plata \| 4 × 100 m \| 43.74 \| \| 2022 \| Campeonato Iberoamericano \| La Nucía \| Medalla de oro \| 4 × 400 m \| 3:31.72 \| \| 2022 \| Campeonato del Mundo \| Eugene \| 13.º (s.) \| 4 × 400 m \| 3:32.82 \| \| 2022 \| Campeonato del Mundo \| Eugene \| 11.º (s.) \| 4 × 400 m mixto \| 3:16.14 \| \| 2022 \| Juegos Mediterráneos \| Orán \| 5.º \| 200 m \| 23.33 \| \| 2022 \| Campeonato de Europa \| Múnich \| 8.º \| 4 × 400 m \| 3:29.70 \| \| 2023 \| Campeonato del Mundo \| Budapest \| 15.º (s.) \| 4 × 400 m \| 3:31.91 \| \| 2024 \| Relevos Mundiales \| Nasáu \| 10.º (r.) \| 4 × 400 m \| 3:27.30 \| \| 2024 \| Campeonato del Mundo en pista cubierta \| Glasgow \| 16.º (s.) \| 400 m \| 53.07 \| \| 2024 \| Campeonato de Europa \| Múnich \| 7.ª \| 4 × 400 m \| 3:26.94 [n 1] \| \| 2024 \| Juegos Olímpicos \| París \| 12.ª (sf.) \| 4 × 400 m \| 3:28.29 \| \| 2025 \| Campeonato de Europa en Pista Cubierta \| Apeldoorn \| 10.º (sf.) \| 400 m \| 52.82 \| \| 2025 \| Campeonato de Europa en Pista Cubierta \| Apeldoorn \| 4.ª \| 4 × 400 m \| 3:25.68 \| \| 2025 \| Relevos Mundiales \| Cantón \| Medalla de oro \| 4 × 400 m \| 3:24.13 \| | Representando a España \| Año \| Competición \| Sede \| Puesto \| Prueba \| Marca \| \| ---- \| -------------------------------------- \| --------- \| ---------------- \| --------------- \| ------------- \| \| 2016 \| Campeonato de Europa Juvenil \| Tiflis \| 6.º \| 400 m \| 56.08 \| \| 2021 \| Campeonato de Europa Sub-23 \| Tallin \| Medalla de plata \| 4 × 100 m \| 43.74 \| \| 2022 \| Campeonato Iberoamericano \| La Nucía \| Medalla de oro \| 4 × 400 m \| 3:31.72 \| \| 2022 \| Campeonato del Mundo \| Eugene \| 13.º (s.) \| 4 × 400 m \| 3:32.82 \| \| 2022 \| Campeonato del Mundo \| Eugene \| 11.º (s.) \| 4 × 400 m mixto \| 3:16.14 \| \| 2022 \| Juegos Mediterráneos \| Orán \| 5.º \| 200 m \| 23.33 \| \| 2022 \| Campeonato de Europa \| Múnich \| 8.º \| 4 × 400 m \| 3:29.70 \| \| 2023 \| Campeonato del Mundo \| Budapest \| 15.º (s.) \| 4 × 400 m \| 3:31.91 \| \| 2024 \| Relevos Mundiales \| Nasáu \| 10.º (r.) \| 4 × 400 m \| 3:27.30 \| \| 2024 \| Campeonato del Mundo en pista cubierta \| Glasgow \| 16.º (s.) \| 400 m \| 53.07 \| \| 2024 \| Campeonato de Europa \| Múnich \| 7.ª \| 4 × 400 m \| 3:26.94 [n 1] \| \| 2024 \| Juegos Olímpicos \| París \| 12.ª (sf.) \| 4 × 400 m \| 3:28.29 \| \| 2025 \| Campeonato de Europa en Pista Cubierta \| Apeldoorn \| 10.º (sf.) \| 400 m \| 52.82 \| \| 2025 \| Campeonato de Europa en Pista Cubierta \| Apeldoorn \| 4.ª \| 4 × 400 m \| 3:25.68 \| \| 2025 \| Relevos Mundiales \| Cantón \| Medalla de oro \| 4 × 400 m \| 3:24.13 \| | Representando a España \| Año \| Competición \| Sede \| Puesto \| Prueba \| Marca \| \| ---- \| -------------------------------------- \| --------- \| ---------------- \| --------------- \| ------------- \| \| 2016 \| Campeonato de Europa Juvenil \| Tiflis \| 6.º \| 400 m \| 56.08 \| \| 2021 \| Campeonato de Europa Sub-23 \| Tallin \| Medalla de plata \| 4 × 100 m \| 43.74 \| \| 2022 \| Campeonato Iberoamericano \| La Nucía \| Medalla de oro \| 4 × 400 m \| 3:31.72 \| \| 2022 \| Campeonato del Mundo \| Eugene \| 13.º (s.) \| 4 × 400 m \| 3:32.82 \| \| 2022 \| Campeonato del Mundo \| Eugene \| 11.º (s.) \| 4 × 400 m mixto \| 3:16.14 \| \| 2022 \| Juegos Mediterráneos \| Orán \| 5.º \| 200 m \| 23.33 \| \| 2022 \| Campeonato de Europa \| Múnich \| 8.º \| 4 × 400 m \| 3:29.70 \| \| 2023 \| Campeonato del Mundo \| Budapest \| 15.º (s.) \| 4 × 400 m \| 3:31.91 \| \| 2024 \| Relevos Mundiales \| Nasáu \| 10.º (r.) \| 4 × 400 m \| 3:27.30 \| \| 2024 \| Campeonato del Mundo en pista cubierta \| Glasgow \| 16.º (s.) \| 400 m \| 53.07 \| \| 2024 \| Campeonato de Europa \| Múnich \| 7.ª \| 4 × 400 m \| 3:26.94 [n 1] \| \| 2024 \| Juegos Olímpicos \| París \| 12.ª (sf.) \| 4 × 400 m \| 3:28.29 \| \| 2025 \| Campeonato de Europa en Pista Cubierta \| Apeldoorn \| 10.º (sf.) \| 400 m \| 52.82 \| \| 2025 \| Campeonato de Europa en Pista Cubierta \| Apeldoorn \| 4.ª \| 4 × 400 m \| 3:25.68 \| \| 2025 \| Relevos Mundiales \| Cantón \| Medalla de oro \| 4 × 400 m \| 3:24.13 \| |
| Año | Competición | Sede | Puesto | Prueba | Marca |
| --- | --- | --- | --- | --- | --- |
| 2016 | Campeonato de Europa Juvenil | Tiflis | 6.º | 400 m | 56.08 |
| 2021 | Campeonato de Europa Sub-23 | Tallin | Medalla de plata | 4 × 100 m | 43.74 |
| 2022 | Campeonato Iberoamericano | La Nucía | Medalla de oro | 4 × 400 m | 3:31.72 |
| 2022 | Campeonato del Mundo | Eugene | 13.º (s.) | 4 × 400 m | 3:32.82 |
| 2022 | Campeonato del Mundo | Eugene | 11.º (s.) | 4 × 400 m mixto | 3:16.14 |
| 2022 | Juegos Mediterráneos | Orán | 5.º | 200 m | 23.33 |
| 2022 | Campeonato de Europa | Múnich | 8.º | 4 × 400 m | 3:29.70 |
| 2023 | Campeonato del Mundo | Budapest | 15.º (s.) | 4 × 400 m | 3:31.91 |
| 2024 | Relevos Mundiales | Nasáu | 10.º (r.) | 4 × 400 m | 3:27.30 |
| 2024 | Campeonato del Mundo en pista cubierta | Glasgow | 16.º (s.) | 400 m | 53.07 |
| 2024 | Campeonato de Europa | Múnich | 7.ª | 4 × 400 m | 3:26.94 |
| 2024 | Juegos Olímpicos | París | 12.ª (sf.) | 4 × 400 m | 3:28.29 |
| 2025 | Campeonato de Europa en Pista Cubierta | Apeldoorn | 10.º (sf.) | 400 m | 52.82 |
| 2025 | Campeonato de Europa en Pista Cubierta | Apeldoorn | 4.ª | 4 × 400 m | 3:25.68 |
| 2025 | Relevos Mundiales | Cantón | Medalla de oro | 4 × 400 m | 3:24.13 |

1. ↑  3:25.25  en series

## Marcas personales
| Prueba     | Marca   | Viento | Lugar     | Fecha               |
| ---------- | ------- | ------ | --------- | ------------------- |
| 200 metros | 23.20   | i      | Salamanca | 18 de enero de 2025 |
| 400 metros | 51.35   | N/A    | León      | 28 de junio de 2025 |
| 4 × 400 m  | 3:24.13 | N/A    | Cantón    | 10 de mayo de 2025  |

| Prueba     | Marca   | Lugar     | Fecha                 |
| ---------- | ------- | --------- | --------------------- |
| 200 metros | 23.20   | Salamanca | 18 de enero de 2025   |
| 400 metros | 51.46   | Madrid    | 23 de febrero de 2024 |
| 4 × 400 m  | 3:25.68 | Apeldoorn | 9 de marzo de 2025    |